# Ciak (periodico)
Ciak è una rivista mensile italiana, edita da Visibilia Editrice, dedicata al mondo del cinema. Il mensile propone interviste, recensioni, anteprime e notizie sulle uscite cinematografiche e le novità dell'home video.
Ciak offre allegati, che vanno dalla serie di DVD Ciak Cult Movie ai CD-Rom, a libri che raccontano i grandi film e i loro dietro le quinte. In Italia il concorrente diretto per vendite è la rivista mensile Best Movie. Dal 1986 la rivista assegna annualmente i Ciak d'oro, destinati ad attori, registi e tecnici del cinema italiano.

## Storia
La rivista è nata il 2 maggio 1985 come mensile legato al settimanale di televisione e spettacolo TV Sorrisi e Canzoni; entrambe le riviste erano di proprietà di Silvio Berlusconi Editore. Molte le firme prestigiose che hanno scritto per la rivista, tra cui: Morando Morandini, Maurizio Porro, Alessandro Marangio, Paola Malanga, Marcello Garofalo e Claudio Masenza.
La rivista ha dato vita nel 1986 ad un premio a suo nome, il Ciak d'oro, destinato ad attori, registi e tecnici del cinema italiano. Dal 1986 al 1997 veniva trasmessa sulle reti Fininvest la versione televisiva del periodico, anticipando servizi e inserti presenti all'interno dello stesso.
Nel 1994, dopo tre anni dall'acquisto di Arnoldo Mondadori Editore da parte della Fininvest, questa rivista, assieme alle altre controllate da Berlusconi Editore, diventò di proprietà di Mondadori.
Nel 1997 Piera Detassis ne diventa direttrice, carica che ricopre fino al numero della rivista di maggio 2019. Il 22 febbraio 2014 il gruppo editoriale Visibilia Editore di Daniela Santanchè ottiene la proprietà della rivista.
Il numero della rivista di giugno 2019 vede come direttore Nicola Barbati; dal numero di luglio 2019 il direttore diventa Flavio Natalia.

## Direttori
- Piera Detassis (1997-2018)
- Nicola Barbati (giugno 2019)
- Flavio Natalia (dal luglio 2019)